# Veribubo saudensis
Veribubo saudensis är en tvåvingeart som först beskrevs av Francois 1970.  Veribubo saudensis ingår i släktet Veribubo och familjen svävflugor.
Artens utbredningsområde är Saudiarabien. Inga underarter finns listade i Catalogue of Life.